# Юнаска
Юнаска (англ. Yunaska Island, алеут. Yunax̂sxa) — крупнейший среди Четырёхсопочных островов, которые входят в состав Алеутских островов. В административном отношении входит в состав штата Аляска, США. По данным переписей 2000 и 2012 годов постоянное население на острове отсутствует.

## География
Площадь острова составляет 173,099 км²; длина — 23 км, ширина — 5,5 км. На Юнаске находятся два вулкана, которые разделены долиной. Западный вулкан имеет высоту 950 м (дата последнего извержения неизвестна). Восточный, высотой 500 м, последний раз извергался в 1937 году.